# Эффект подражания
Эффект подражания — следование стереотипам, примерам, принятым в группе.

## Суть

Графическая иллюстрация эффекта подражания

Закон спроса имеет свои парадоксы и исключения, такие как «Эффект подражания».

Суть данного явления заключается в том, что линия спроса каждого индивидуального потребителя перемещается вправо по мере увеличения спроса. То есть на потребление того или иного товара влияет общий спрос на данный товар на рынке: чем больше спрос товара на рынке, тем больше покупателей стремится его купить.

Обратным явлением данному эффекту является «эффект сноба».

## Причины явления
- Мода, имеющая свои причины;
- Сарафанное радио — наблюдаемый человеком положительный опыт использования товара у своих знакомых — и каждый проданный экземпляр привлекает новых покупателей;
- Сетевой эффект — если товар является средством взаимодействия (например, связи), то практическая ценность его повышается с увеличением числа участников (например, абонентов телефонии);
- Для технически сложных товаров — чем более распространено устройство, тем меньше проблем с сервисом и ремонтом.